# Dernier spécimen recensé

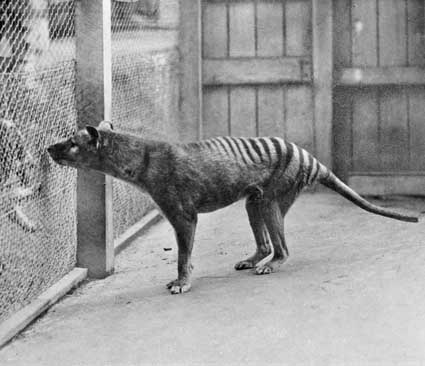
"Benjamin" est le dernier thylacine recensé, ici photographié au Zoo de Hobart en 1933.

Un dernier spécimen recensé (endling en anglais) est un individu qui est le dernier de son espèce ou de sa sous-espèce. À la mort de celui-ci, l'espèce est éteinte. Le terme endling est un néologisme de la revue scientifique Nature. Le terme d'espèce relique peut également être utilisé mais il fait plutôt référence à un groupe qu'au dernier spécimen précisèment.

## Exemples notables
Ceci n'est pas une liste exhaustive d'extinctions récentes mais une liste de cas bien documentés.
Les derniers grands pingouins ont été tués en 1852 par des collectionneurs de spécimen après des siècles de chasse pour leur viande, leurs œufs et leur graisse pour s'en servir d'huile à brûler.
Le dernier spécimen de quagga conservé en captivité au Artis mourut le 12 août 1883 après la disparition dans les années 1870 des spécimens à l'état sauvage.
La tourte voyageuse est une espèce éteinte le 1er septembre 1914 à la mort de Martha au zoo de Cincinnati. Elle était présente en très grand nombre sur le continent nord-américain au début du XIXe siècle (espèce endémique de ce continent), ses effectifs étant évalués à trois voire cinq milliards d'individus, selon certaines estimations, rien que dans les États de l'Indiana, de l'Ohio et du Kentucky. L'espèce fut anéantie en seulement quelques dizaines d'années principalement par les agriculteurs qui la considéraient comme nuisible pour leurs récoltes.